# بابا نور
بابا نور (بالفارسية: بابانور) هي قرية تقع في أذربيجان الغربية في إيران. يقدر عدد سكانها بـ 61 نسمة بحسب إحصاء 2016.